# Studentski radio UNIOS
Studentski radio UNIOS je lokalna radijska postaja čiji se program emitira na području Osijeka. 
S emitiranjem na frekvenciji 107.8 MHz započeo je 15. svibnja 2015., a pokrenuo ga je Drago Žagar, dekan Elektrotehničkog fakulteta, na kojem je i ponikla zamisao o radijskoj postaji osječkog sveučilišta. U studenom 2010. djelatnici i studenti Elektrotehničkog fakulteta započeli su s eksperimentalnim emitiranjem internetske postaje Radio ETFOS, a već u siječnju 2011. Senat Sveučilišta Josipa Jurja Strossmayera dao je podršku daljnjem razvoju projekta, koji je nastavljen uz pomoć HRT – Radija Osijek osposobljavanjem studenata za rad u studijskoj režiji. Nakon dugotrajnih priprema, dana 4. veljače 2015. Vijeće za elektroničke medije na svojoj je sjednici odlučilo dati Elektrotehničkom fakultetu koncesiju za obavljanje djelatnosti neprofitnog radija na području Osijeka.

## Vanjske poveznice
- Službene stranice (hrv.)